# Кармалей (Ульяновская область)
Кармалей — село в Старокулаткинском районе Ульяновской области России, в составе Староатлашского сельского поселения.
Население — 283 (2010)

## История
В Списке населённых мест Российской империи по сведениям за 1859 год упоминается как казённая деревня Карамалей (Карамала) Хвалынского уезда Саратовской губернии, расположенная при речке Карамалей по левую сторону просёлочного тракта из Хвалынска в город Кузнецк на расстоянии 57 вёрст от уездного города. В населённом пункте насчитывалось 80 дворов, проживали 285 мужчин и 269 женщины, имелись 3 мечети и училище.
Согласно переписи 1897 года в деревне Средняя Терешка проживали 1860 жителей (895 мужчин и 965 женщин), из них маометан — 1835.
Согласно Списку населённых мест Саратовской губернии 1914 года деревня Кармалей относилась к Средне-Терешанской волости. По сведениям за 1911 год деревне проживали преимущественно бывшие государственные крестьяне, татары, составлявшие два сельских общества — Кармалейское и Абушахмановское. В Кармалейском обществе насчитывались 230 дворов, 1195 жителей, в Абушахмановском — 102 двора и 560 жителей. В деревне имелись 2 мечети и 2 татарские школы.

## География
Село находится в пределах Приволжской возвышенности, являющейся частью Восточно-Европейской равнины, при вершине оврага Кизляв-Елга, на высоте около 240 метров над уровнем моря. Рельеф местности холмистый. Западнее села — лес Кармалейские дачи (преобладающая порода — дуб). Почвы — светло-серые лесные.
Село расположено примерно в 20 км по прямой в северо-западном направлении от районного центра посёлка городского типа Старая Кулатка. По автомобильным дорогам расстояние до районного центра составляет 22 км, до областного центра города Ульяновска — 240 км.
Часовой пояс
Кармалей, как и вся Ульяновская область, находится в часовой зоне МСК+1. Смещение применяемого времени относительно UTC составляет +4:00.

## Население
Динамика численности населения по годам:
| Годы      | 1859 | 1897 | 1911 | 1989 | 2002 | 2010 |
| --------- | ---- | ---- | ---- | ---- | ---- | ---- |
| Население | 554  | 3608 | 1755 | ≈650 | 391  | 283  |

Национальный состав
Согласно результатам переписи 2002 года татары составляли 97 % населения села.
| 2010 |
| ---- |
| 283  |